# براندون وليامز (لاعب كرة قدم أمريكية أمريكي)
براندون وليامز (بالإنجليزية: Brandon Williams)‏ هو لاعب كرة قدم أمريكية أمريكي، ولد في 21 فبراير 1989 في كيركوود في الولايات المتحدة.

## وصلات خارجية
- براندون وليامز على موقع مرجع كرة القدم المحترفة.كوم (الإنجليزية)